# 丹努什短程彈道導彈
丹努什短程彈道導彈（梵語：धनुष，意思指「弓」）是印度大地戰術導彈（Prithvi missile）演變出來的一種對地或反艦的艦射彈道導彈，也是全球第一款以水面軍艦作為發射平台的彈道導彈。該導彈首次測試在2007年進行，並分別在2012年10月，2013年11月23日、2015年4月9日和2015年11月24日從印度海軍的蘇巴德拉號巡邏艇（Subhadra）在孟加拉灣成功試射。丹努什具備最高750公里範圍的核打擊能力，它的出現使印度具備了很重要的反艦力量，並且能夠使印度海軍具備精準打擊目標的能力。